# Breuilaufa
Breuilaufa is een gemeente in het Franse departement Haute-Vienne (regio Nouvelle-Aquitaine) en telt 127 inwoners (2004). De plaats maakt deel uit van het arrondissement Bellac.

## Geografie
De oppervlakte van Breuilaufa bedraagt 4,6 km², de bevolkingsdichtheid is 27,6 inwoners per km².
De onderstaande kaart toont de ligging van Breuilaufa met de belangrijkste infrastructuur en aangrenzende gemeenten.

## Demografie
Onderstaande figuur toont het verloop van het inwonertal (bron: INSEE-tellingen).